# Vähäsaari (ö i Finland, Nyland, Helsingfors, lat 60,26, long 23,79)
Vähäsaari är en ö i Finland. Den ligger i sjön Lojo sjö och i kommunen Lojo i den ekonomiska regionen  Helsingfors  och landskapet Nyland, i den södra delen av landet, 60 km väster om huvudstaden Helsingfors. Öns area är 1,8 hektar och dess största längd är 240 meter i sydväst-nordöstlig riktning.